# Орлова-Могила
Орлова-Могила (болг. Орлова могила) — село в Болгарии. Находится в Добричской области, входит в общину Добричка. Население составляет 116 человек.

## Политическая ситуация
Орлова-Могила подчиняется непосредственно общине и не имеет своего кмета.
Кмет (мэр) общины Добричка — Петко Йорданов Петков (Болгарская социалистическая партия (БСП)) по результатам выборов в правление общины.